# Horst Herrmann (Mathematiker)

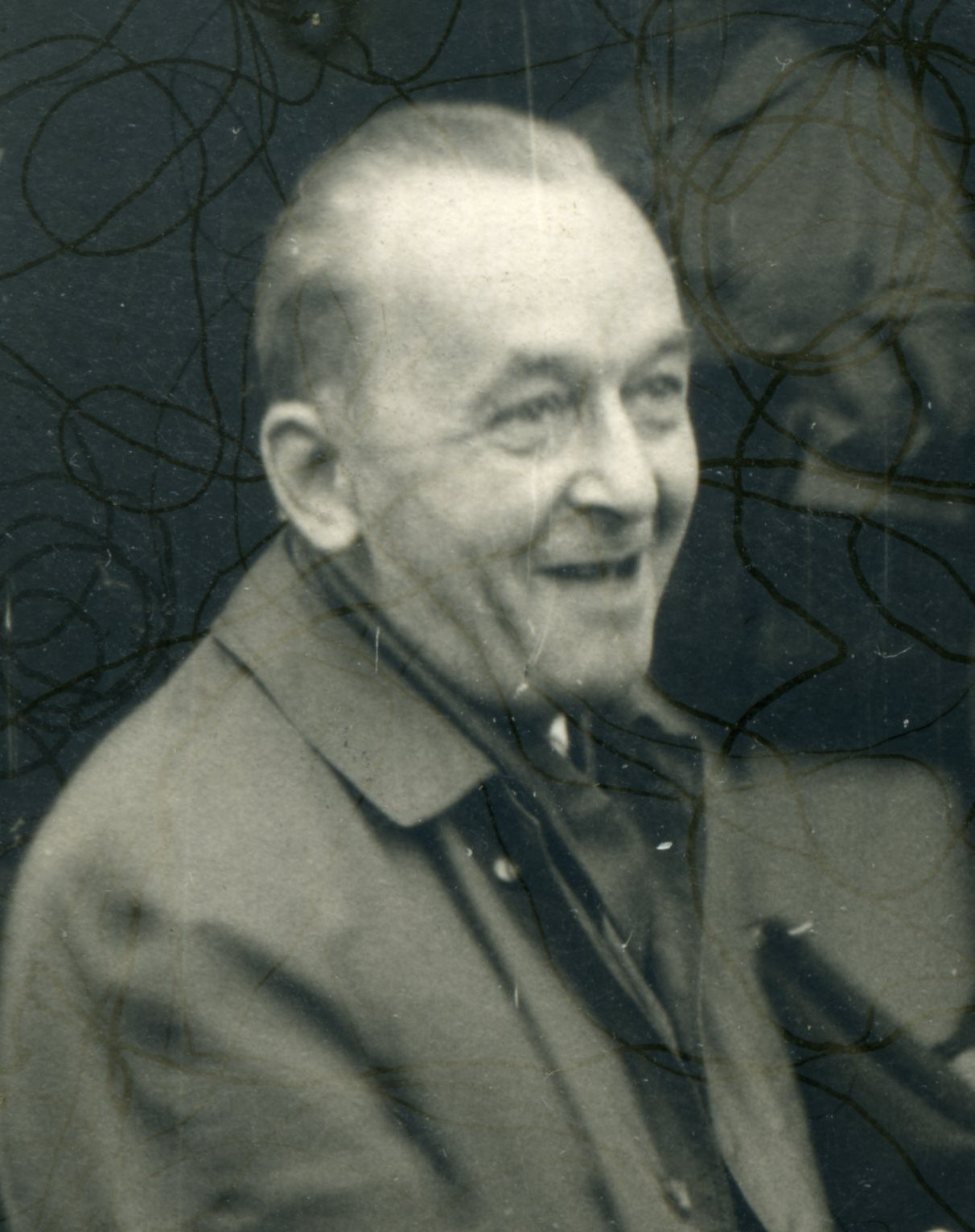
Horst Herrmann, 1968

Max Horst Herrmann (* 10. Juli 1906 in Dresden; † 17. November 1973 in Hannover) war ein deutscher Mathematiker und Hochschullehrer.

## Leben
Nach dem Abitur am König-Georg-Gymnasium in Dresden am 17. März 1926 studierte Herrmann als Stipendiat der Studienstiftung des Deutschen Volkes Mathematik, Physik und Chemie an der TH Dresden (1926–1927) und Universität Göttingen (1927–1931). Nach dem Staatsexamen am 14. November 1930 promovierte er 1932 mit der Arbeit Beiträge zur Theorie der Eigenwerte und Eigenfunktionen bei Richard Courant. Nach Tätigkeiten als Referendar und Assessor in Dresden trat er 1936 in Zittau in den Schuldienst ein. Am 23. August 1937 beantragte er die Aufnahme in die NSDAP und wurde rückwirkend zum 1. Mai desselben Jahres aufgenommen (Mitgliedsnummer 4.951.680). 1940 wurde er Studienrat. Mit Beginn der Probezeit (1933) wurde er Mitglied des Vereins zur Förderung des mathematischen und naturwissenschaftlichen Unterrichts. Nach der Eingliederung dieses Vereins in den Nationalsozialistischen Lehrerbund (NSLB) wurde er 1938 Gausachbearbeiter für Mathematik in Sachsen. Ab 1939 bis 1945 leistete er Kriegsdienst, zuletzt als Regierungsbaurat der Reserve im Oberkommando des Heeres. Nach Kriegsende nahm er nach kurzer amerikanischer Kriegsgefangenschaft seinen Wohnsitz in Unterlüß, Lüneburger Heide, und arbeitete ab 1949 als Hilfsassistent am Lehrstuhl von Fritz Rehbock an der TH Braunschweig, bis ihm dieses aufgrund seiner NS-Vergangenheit untersagt wurde. Nach Tätigkeiten als Lektor und nach seiner Entnazifizierung (Kategorie V) wurde er 1949 Lehrer an der Abendoberschule Braunschweig und wechselte 1950 an die Oberschule für Mädchen Kleine Burg. 1952 wurde er wieder Studienrat.
Herrmann habilitierte sich 1952 im Fach Mathematik. Im Rahmen eines Lehrauftrages hielt er Vorlesungen für „Graphische Methoden der praktischen Mathematik“. Gleichzeitig begann er mit der Konstruktion elektrischer und elektronischer Rechengeräte am Institut für angewandte Mathematik und hielt ab 1954 dazu auch Übungen und Praktika ab. 1957 wurde er vom Schuldienst beurlaubt, um an der Technischen Hochschule Braunschweig die Stelle eines Chefmathematikers am dort eingerichteten Rechenzentrum zu übernehmen. Er übernahm die Beschaffung eines von der DFG finanzierten Analogrechners mit dem Namen General Purpose Analogue Computer der Firma Short Brothers and Harland sowie eines Digitalrechners Zuse Z22. Der Analogrechner war damals die erste industrielle elektronische Analog-Rechenanlage in Deutschland und wurde von zahlreichen Vertretern aus Industrie und Hochschulen besucht. Die Z22 wurde als erster Digitalrechner Westdeutschlands Universitäten und Forschungseinrichtungen für Lehr- und Forschungszwecke zur Verfügung gestellt. 1959 wurde Herrmann als außerplanmäßiger Professor für Rechentechnik an die Technische Universität Braunschweig berufen und gründete 1962 das Institut für Rechentechnik und wurde dessen Direktor. Im selben Jahr erfolgte unter seiner Federführung die Anschaffung einer Electrologica X1. Er war gleichzeitig bis zu seiner aus gesundheitlichen Gründen vorzeitigen Emeritierung 1971 Leiter des Rechenzentrums.
Herrmann gehörte zu den Pionieren auf dem Gebiet der Konstruktion und Anwendung programmgesteuerter Rechenanlagen und war neben Hans-Otto Leilich und Ernst Henze einer der Gründerväter und Fürsprecher der Einrichtung des Informatikstudiengangs 1972 an der TU Braunschweig.

## Publikationen
- Beiträge zur Theorie der Eigenwerte und Eigenfunktionen. Dissertation. Universität Göttingen, 1932, OCLC 8932233.
- Beiträge zur Morphologie der Konfigurationen. Habilitationsschrift, TH Braunschweig, 1952.
- Übungen zur projektiven Geometrie (= Lehrbücher und Monographien aus dem Gebiete der exakten Wissenschaften. Mathematische Reihe. Band 18). Birkhäuser, Basel 1952, OCLC 154161966.
- Struktureigenschaften, Figurmatrizen und Zergliederungen projektiver Konfigurationen. In: Mathematisch-physikalische Semesterberichte zur Pflege d. Zusammenhangs v. Schule u. Universität. Band 3, Vandenhoeck & Ruprecht, Göttingen 1953, S. 90–115.
- Beiträge zur Programmiertechnik für elektronische Analogie-Rechenmaschinen. In: Abhandlungen der Braunschweigischen Wissenschaftlichen Gesellschaft. Band 10, Braunschweig 1958, S. 117–149. (PDF, online)